# Лафрезельер, Франсуа Фрезо
Франсуа Фрезо (фр. François Frézeau; 10 июня 1623 — 3 мая 1702), маркиз де Лафрезельер — французский генерал.

## Биография
Второй сын Жака Фрезо, сеньора де Ла-Ганнетьера, де Рошетта и де Любле, и Маргерит де Монморанси.
Сеньор де Ла-Ганнетьер, де Рошетт и де Любле, маркиз де Лафрезельер и де Монс в Лудёнуа, барон де Лассе и дю Буше в Анжу.
После нескольких лет службы в пехотном полку (позднее Туреньском), поступил в артиллеристы и в составе этого корпуса проделал все кампании в Нидерландах под командованием Тюренна до заключения Пиренейского мира. За военные заслуги владение Ла-Фрезельер в мае 1655 было возведено в ранг маркизата. Во время Деволюционной войны служил при осадах Турне, Дуэ и Лилля (1667) и завоеввнии Франш-Конте (1668).
Командовал артиллерией в большинстве осад, предпринятых в Нидерландах в ходе Голландской войны. Участвовал в осаде Маастрихта (1673), битве при Сенефе (1674), осадах Динана (1675), Конде (1676), Сент-Омера, битве при Касселе (1677). 24 апреля 1677 получил Туреньский полк, вакантный после смерти его второго сына, убитого при осаде Сент-Омера. Кампмаршал (22.11), в тот же день был назначен в Германскую армию маршала Креки на место генерал-лейтенанта артиллерии маркиза де Курселя, убитого при осаде Фрайбурга.
Генерал-лейтенант артиллерии (1678), командовал ею в Германской армии Креки при осадах замков Ротлен и Бомбах, в бою при Рейнфельде, атаке ретраншементов Зеккингена, осаде и взятии Келя и замка Лихтенберг.
В сентябре 1680 отставлен от командования Туреньским полком, 8 января 1682 стал губернатором Гравелина, а 12 января 1684 сменил этот пост на губернаторство в Салене. Командовал артиллерийским парком при осаде Люксембурга (1684).
Генерал-лейтенант армий короля (24.08.1688). В 1689 году служил в Германской армии маршала Дюраса, захватил Брухзаль, где взял в плен 800 человек. Служил в Германии до конца войны, 20 апреля 1695 и 20 апреля 1696 назначался там командующим артиллерией. 30 ноября 1697 стал командующим Арсенала. С началом войны за Испанское наследство 21 июня 1701 был снова назначен в Германскую армию.

## Семья
Жена (18.11.1648): Шарлотта-Мари Фрезо (1630—30.12.1700), старшая дочь Изаака Фрезо, маркиза де Лафрезельера, и Мадлен де Савоньер. Приходилась мужу кузиной
Дети:
- Антуан-Франсуа Фрезо де Лафрезельер (ум. 1674), мальтийский рыцарь, полковник Туреньского полка, умер от ран, полученных в битве при Сенефе
- Жан (ум. 1677), мальтийский рыцарь, полковник Туреньского полка. Был убит при осаде Сент-Омера после того как исполнял обязанности генерал-лейтенанта артиллерии в битве при Касселе
- Шарль-Мадлен (4.09.1656—4.11.1702), епископ Ла-Рошели
- Изаак (ум. 1673), убит на королевской службе в Германии в возрасте 14 лет
- Жан-Батист-Франсуа-Анжелик (17.04.1672—19.10.1712), маркиз де Лафрезельер. Жена (11.03.1690): Поль-Луиза-Мари Брисонне, дочь Франсуа-Бернара, маркиза д'Уазонвиля, и Франсуазы Лепрево, дамы д'Уазонвиль
- Мари-Анн Фрезо де Лафрезельер. Муж (20.10.1687): Жорж-Анри де Майе, маркиз де Латур-Ландри
- Мари-Катрин, монахиня в Ронсере в Анже